# Vila Velha de Ródão
Vila Velha de Ródão is een plaats en gemeente in het Portugese district Castelo Branco.
De gemeente heeft een totale oppervlakte van 330 km² en telde 4098 inwoners in 2001.

## Plaatsen in de gemeente
- Fratel
- Perais
- Sarnadas de Ródão
- Vila Velha de Ródão